# Reiherkolonie Lage
Die Reiherkolonie Lage ist ein Naturschutzgebiet in der niedersächsischen Gemeinde Lage in der Samtgemeinde Neuenhaus im Landkreis Grafschaft Bentheim.
Das Naturschutzgebiet mit dem Kennzeichen NSG WE 052 ist 13 Hektar groß. Es liegt am Ortsrand von Lage südlich von Neuenhaus und stellt eine Graureiherkolonie unter Schutz. Die Reiherkolonie befindet sich seit mindestens Ende des 19. Jahrhunderts in einem in der Flussaue der Dinkel gelegenen Gutswald.
Das Gebiet steht seit dem 1. Juli 1977 unter Naturschutz. Zuständige untere Naturschutzbehörde ist der Landkreis Grafschaft Bentheim.